# جون بول ريتشارد توماس
جون بول ريتشارد توماس (بالإنجليزية: Richard Thomas)‏ هو عالم زواحف وأستاذ جامعي أمريكي، ولد في 2 مايو 1938.